# اچ‌ام‌سی‌اس براندون (ام‌ام ۷۱۰)
اچ‌ام‌سی‌اس براندون (ام‌ام ۷۱۰) (به انگلیسی: HMCS Brandon (MM 710)) یک کشتی است که طول آن ۵۵٫۳ متر (۱۸۱٫۴۳ فوت) می‌باشد. این کشتی در سال ۱۹۹۸ ساخته شد.